# Staré město (Baku)
Staré město v Baku (ázerbájdžánsky İçəri Şəhər, anglicky Inner City (Baku)) je historické jádro hlavního města Ázerbájdžánu Baku.
İçəri Şəhər (čti Ičeri šeher) doslova znamená "centrum města" a je to historické jádro města ohraničeno pevnými zdmi. Návštěvníci tuto část Baku označují jako "Staré město", protože se jedná o nejstarší část Baku. Mnoho Ázerbájdžánců věří, že centrum města právě tak jako Panenská věž bylo postaveno ve 12. století. Podle některých pramenů bylo postaveno již v 7. století.
Spolu s Palácem Širvanšáhů a Panenskou věží je od roku 2000 zapsána jako chráněná památka na seznamu Světového dědictví UNESCO.

## Galerie

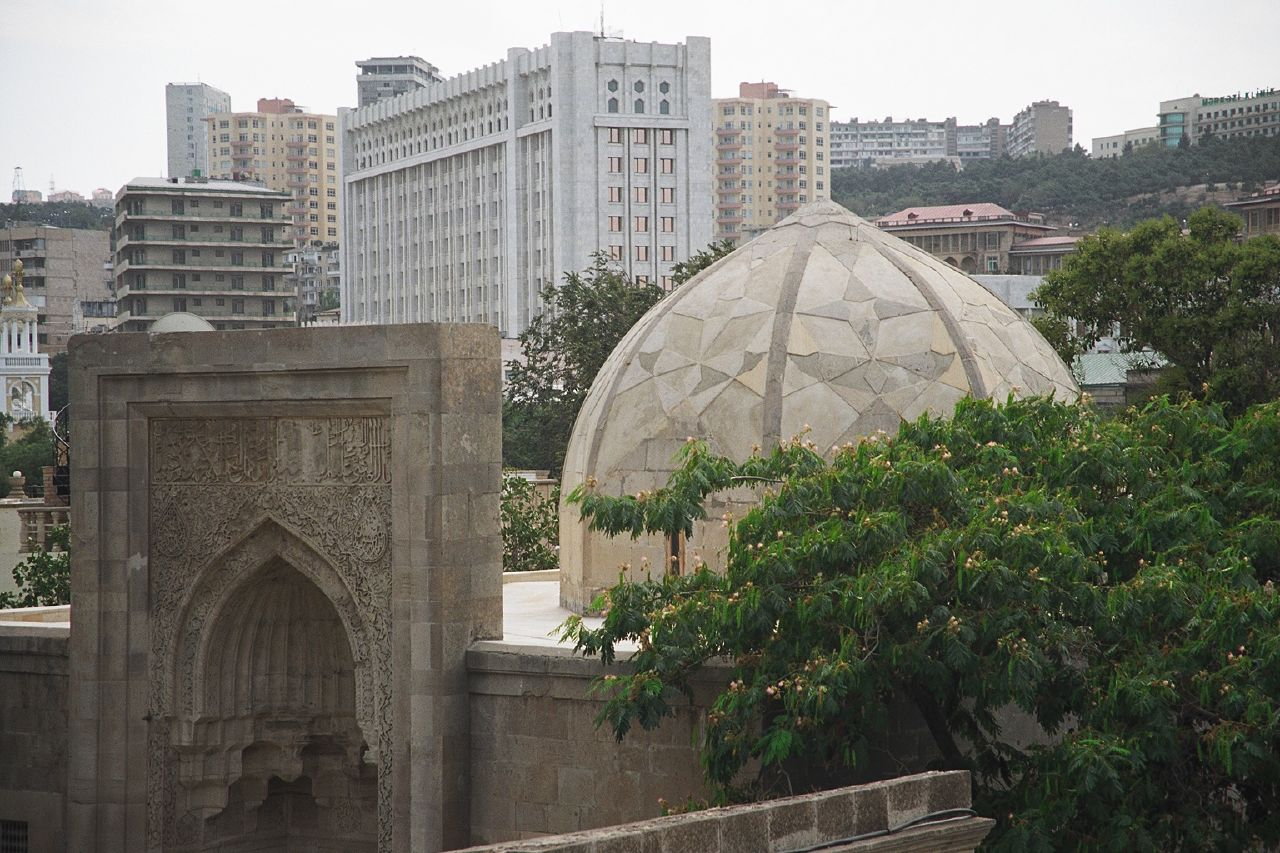
Staré město (v pozadí moderní výškové budovy)
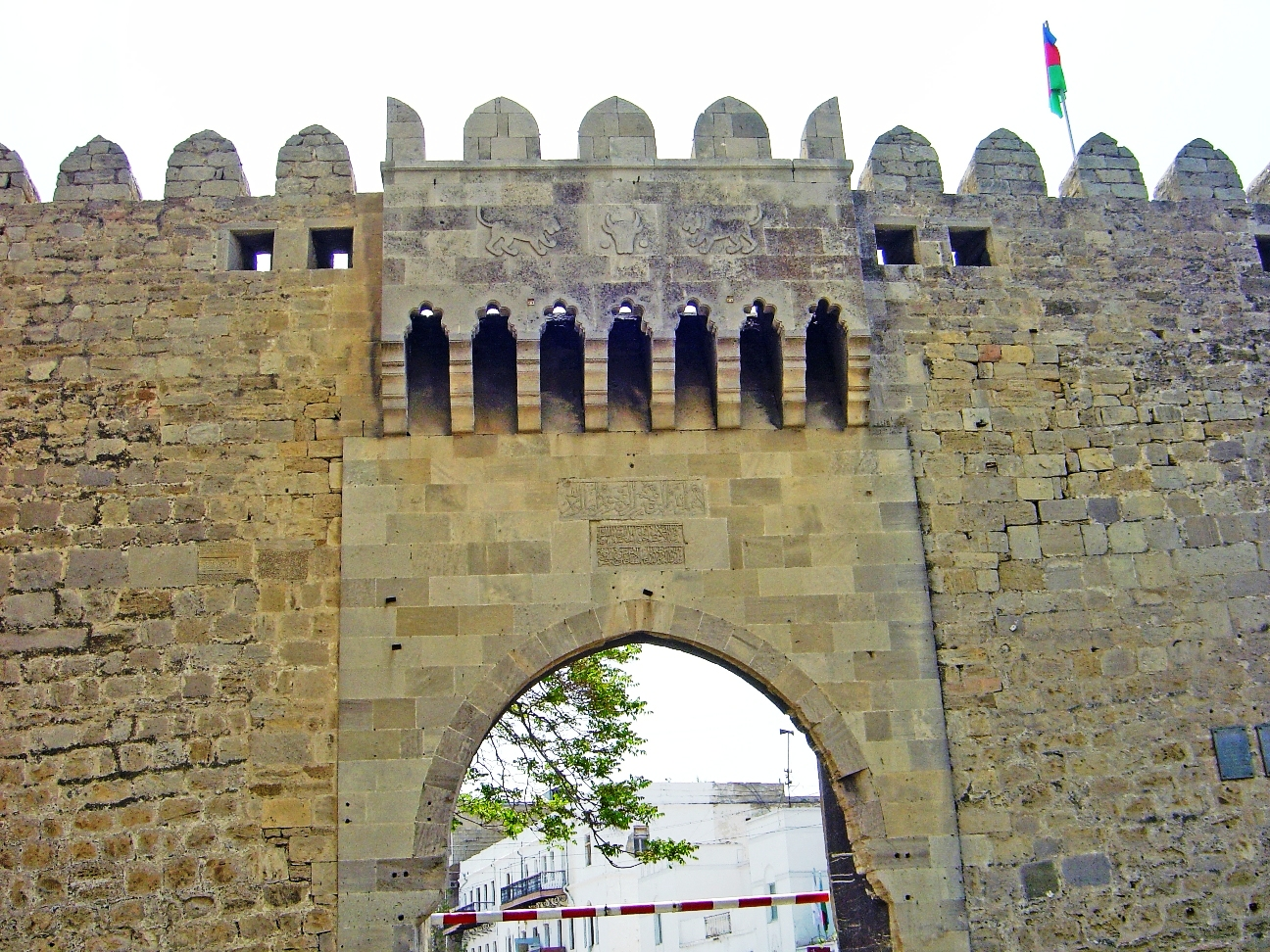
Gosha gapi
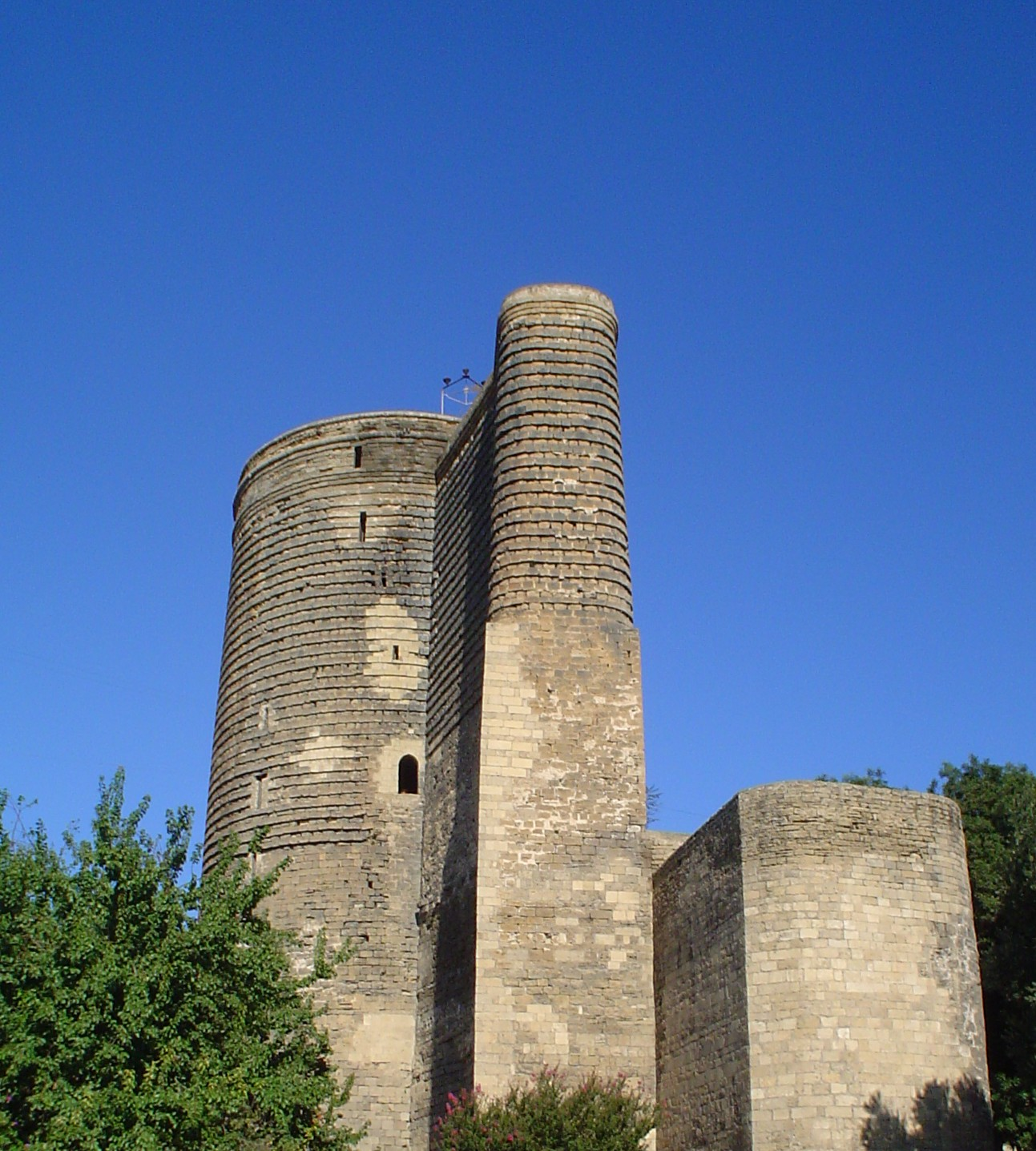
Panenská věž je součástí Starého města
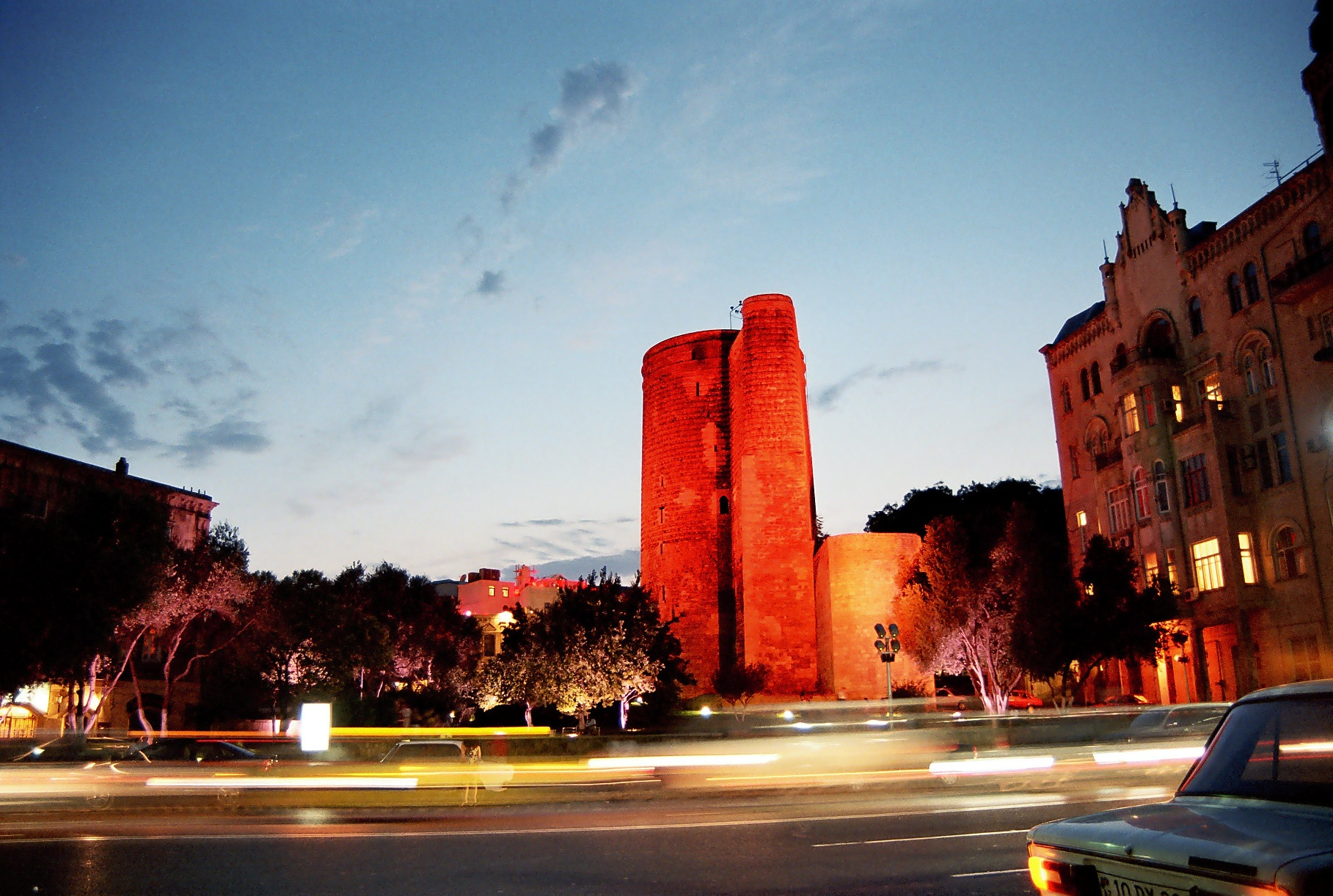
Panenská věž v noci
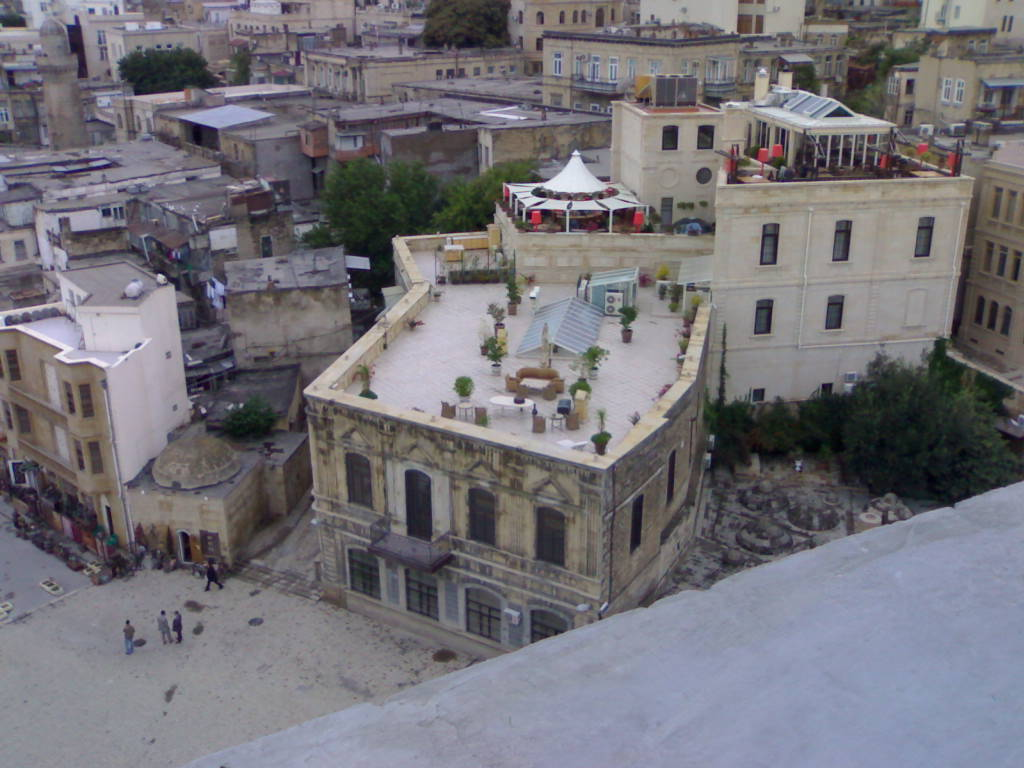
Pohled na Staré město z Panenské věže
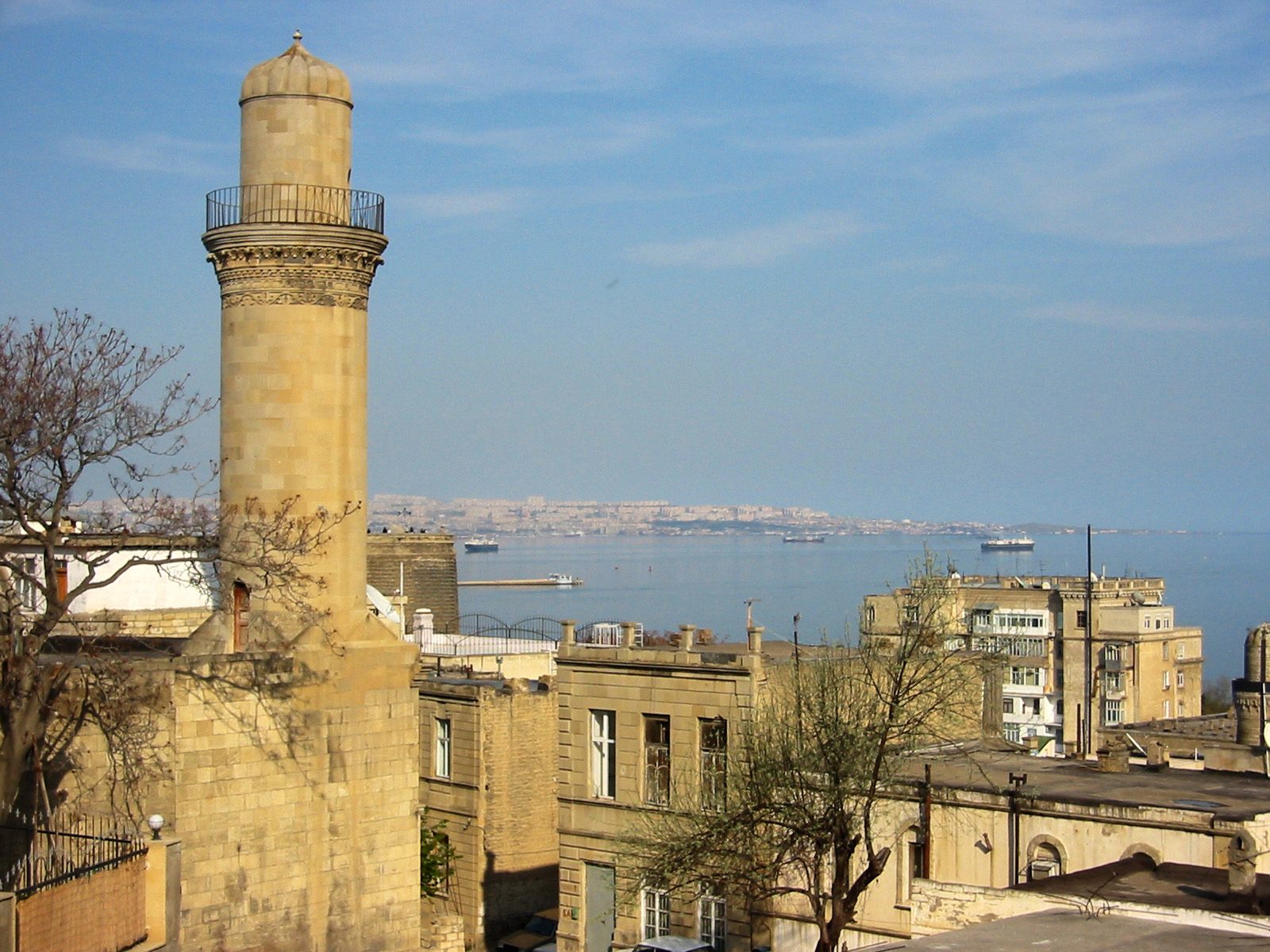
Součástí Starého města je i mešita s minarety
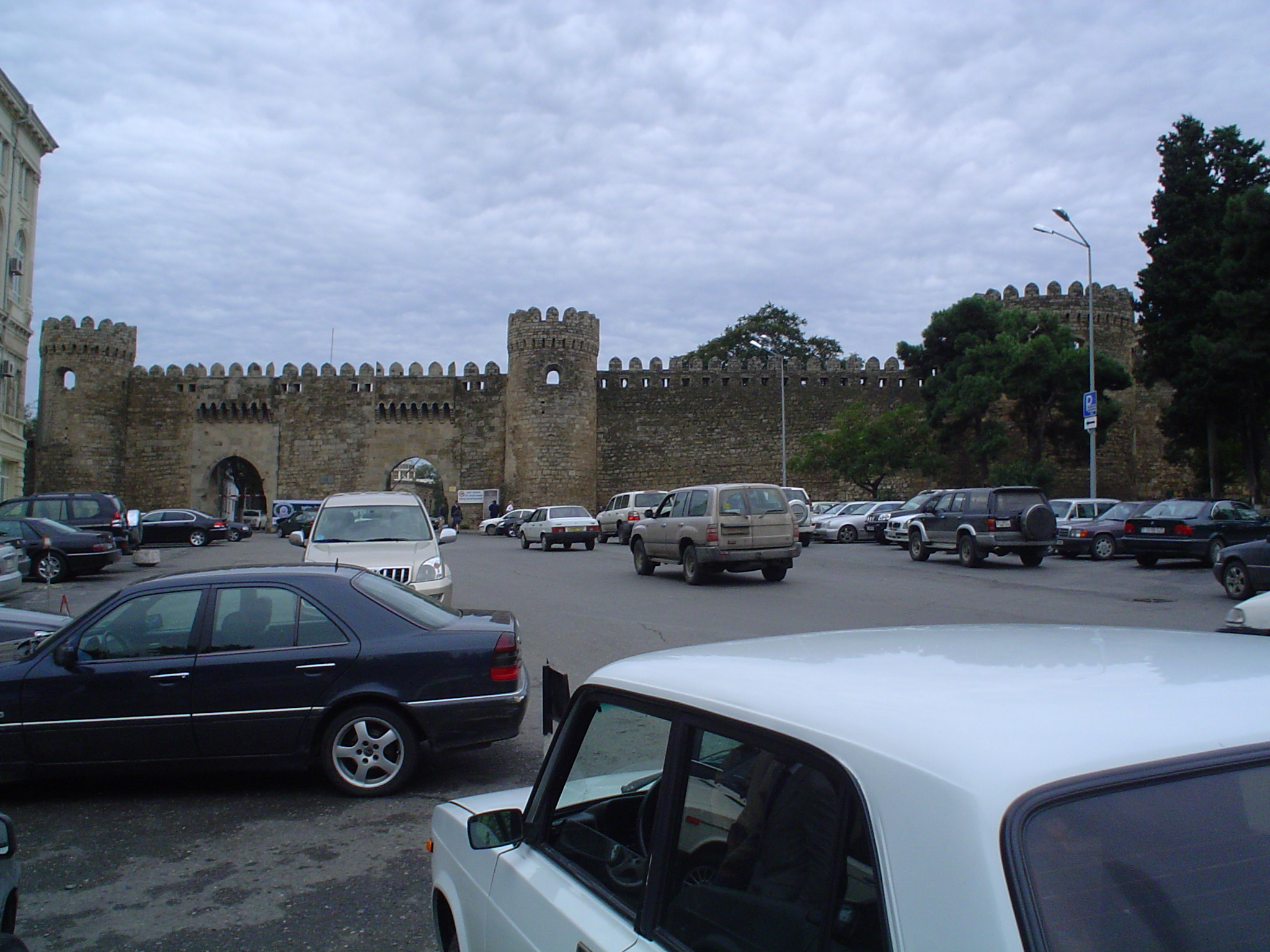
Hlavní vjezd do Starého města
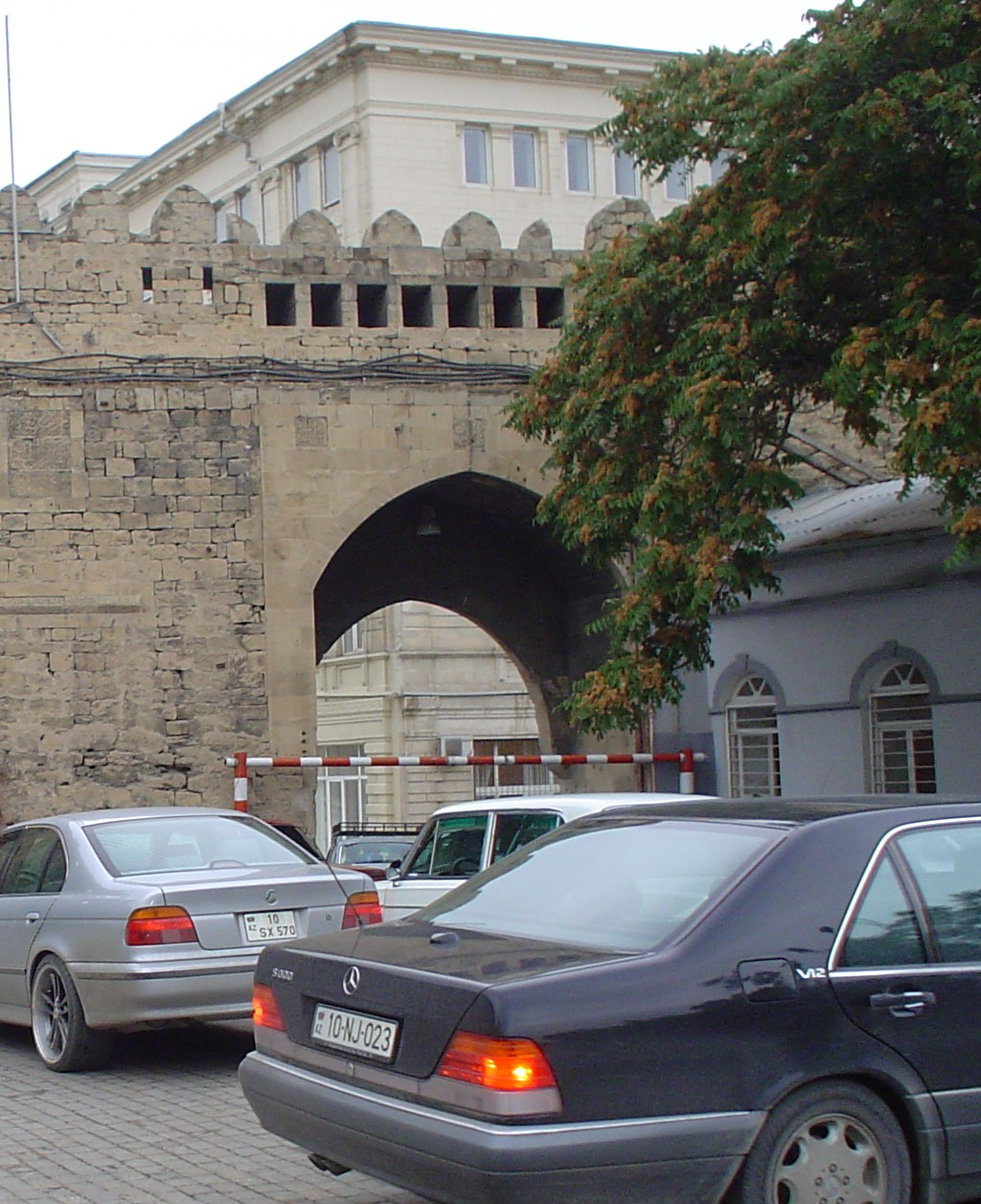
Jedna z bran do Starého města
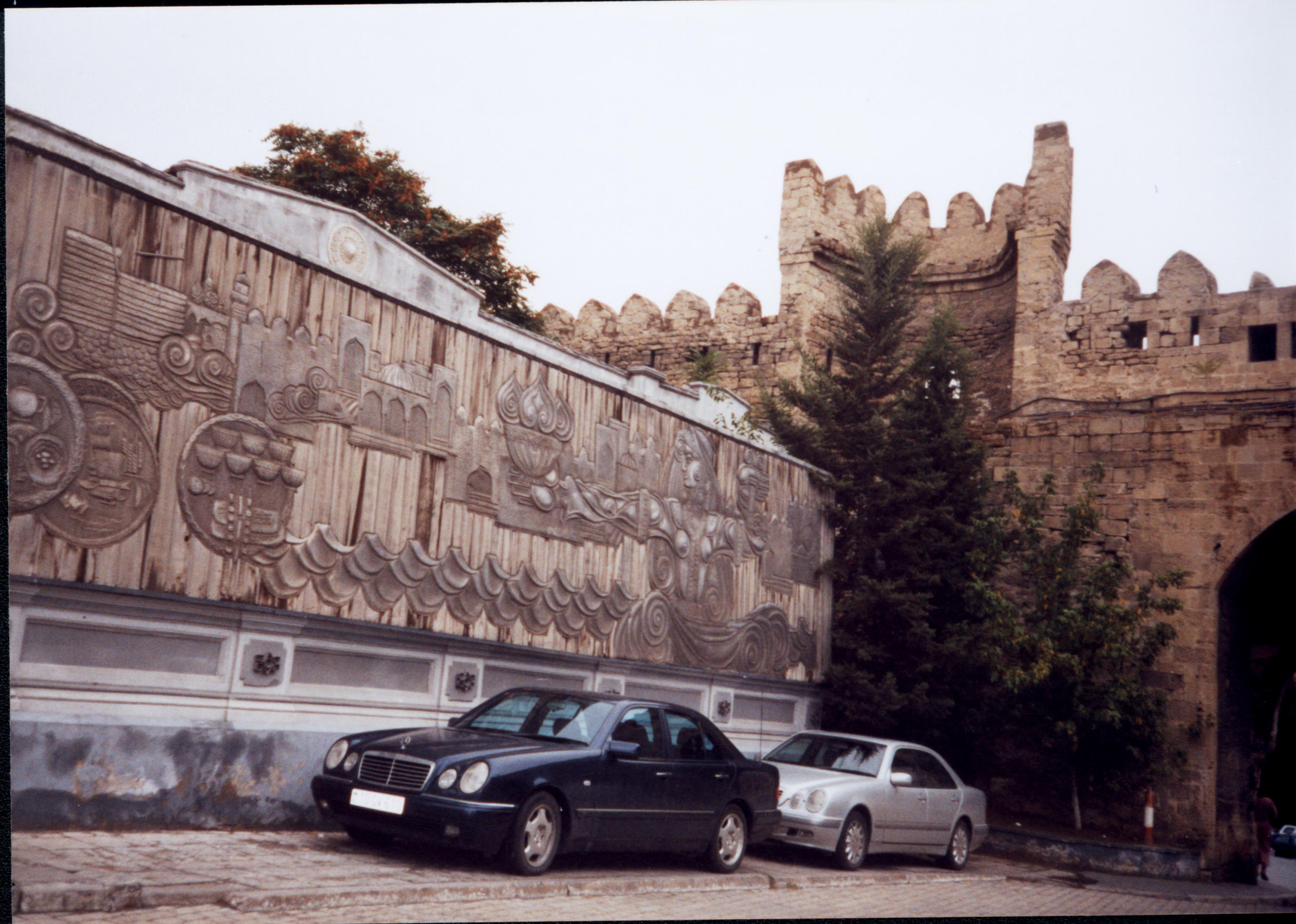
Jedna z bran do Starého města
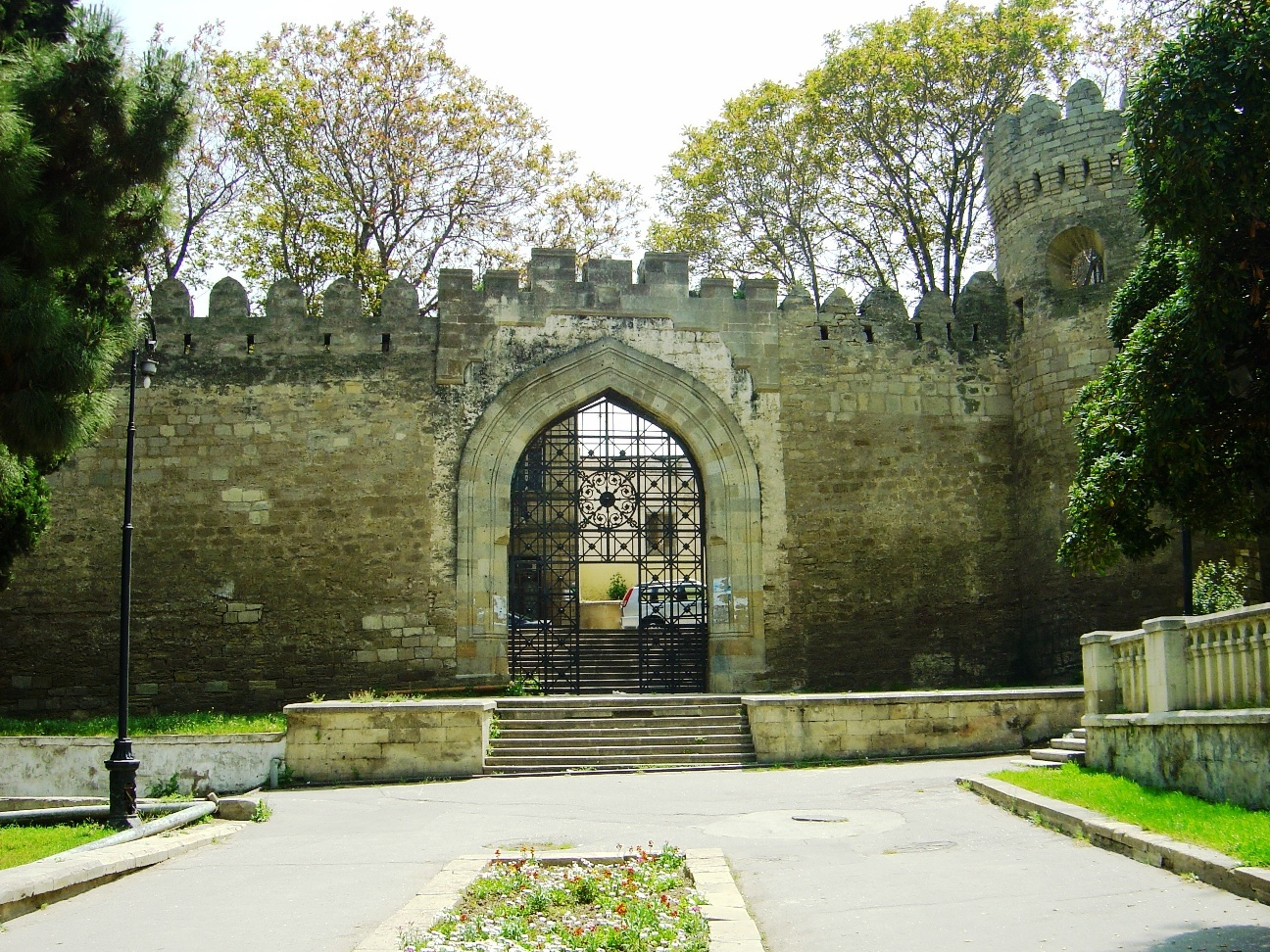
Jedna z bran do Starého města
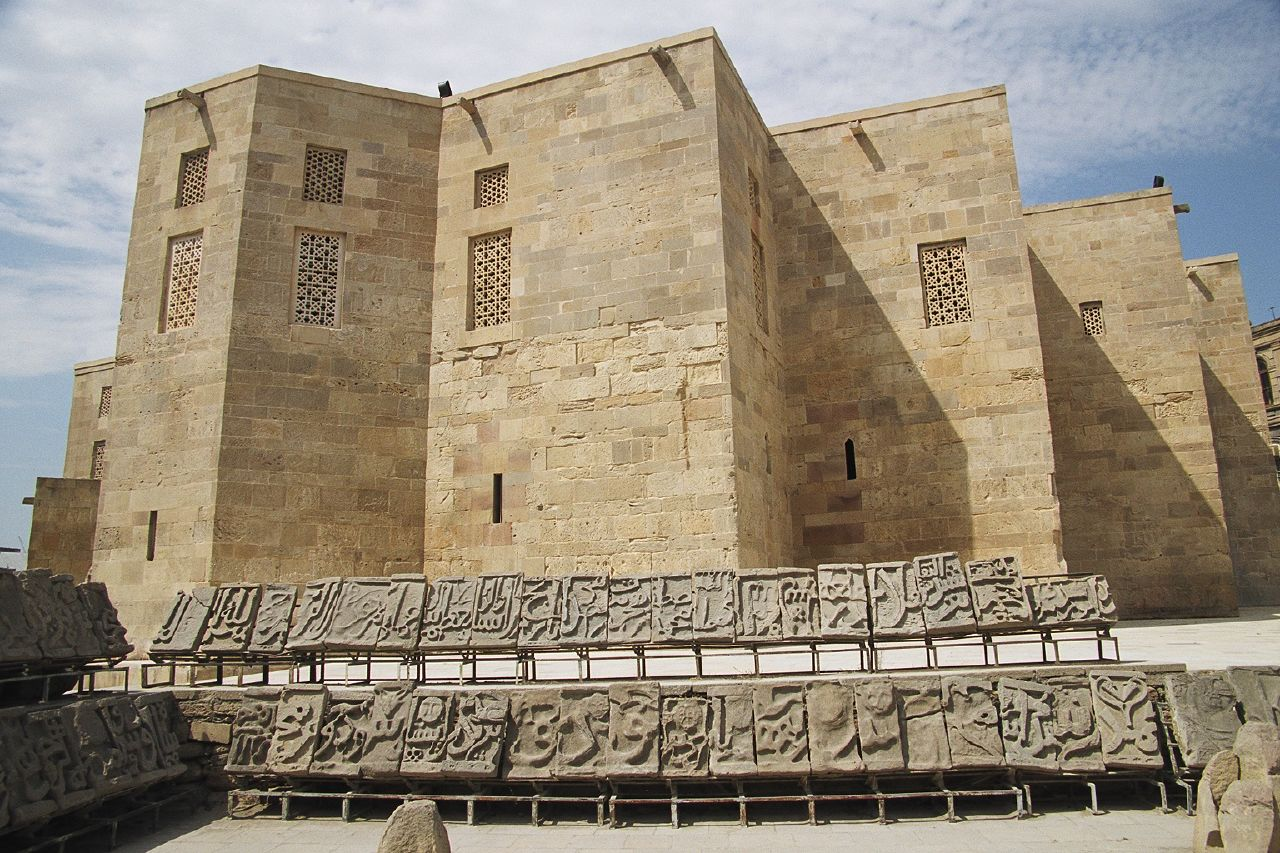
Palác Širvanšáhů
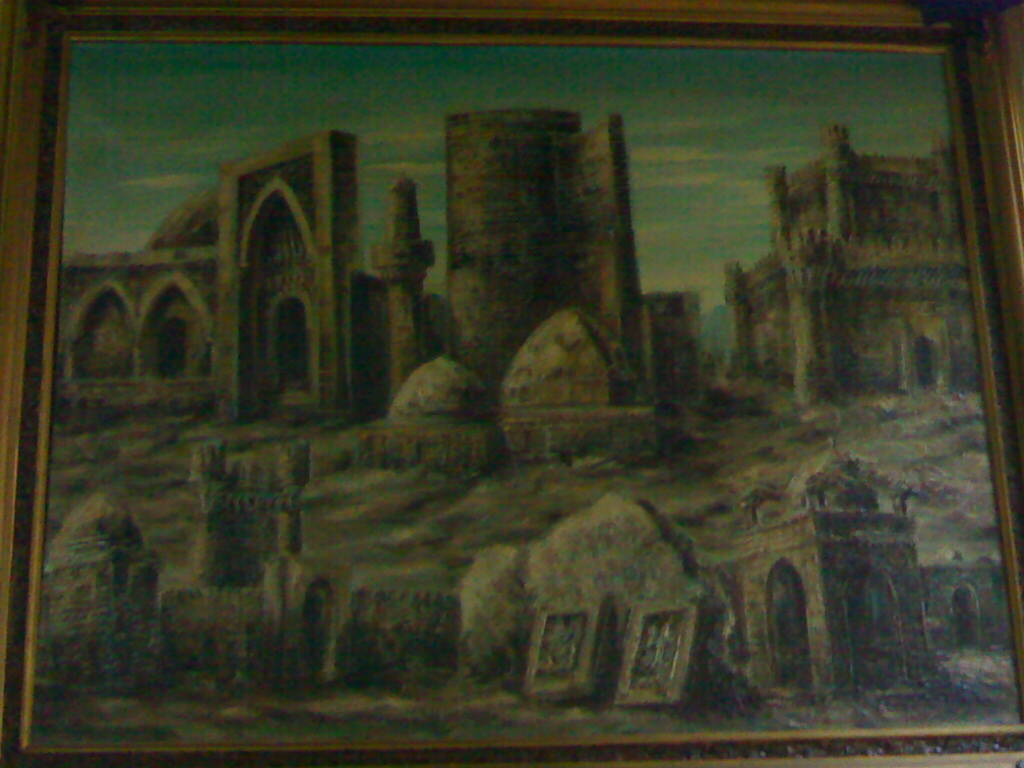
Palác Širvanšáhů na starodávném obraze